# Hồng bì dại
Hồng bì dại (danh pháp hai phần: Clausena excavata), còn gọi là dâu gia xoan, dâu da xoan, châm châu, dâm bôi, là loài cây thuộc họ Rutaceae.
Hoa hồng bì dại nhỏ, màu hồng nhạt, mọc thành chùm ở đầu cành; quả nhỏ, hình trứng, khi chín có màu đỏ.
Cây phân bố từ Ấn Độ, Trung Quốc, Thái Lan, Lào, Campuchia, Việt Nam, Malaysia, Philipin. Tại Việt Nam, loài này phân bố từ Hà Giang đến Lâm Đồng và Khánh Hòa.